# 14. mešani protioklepni polk (JLA)
Za druge 14. polke glejte 14. polk.
14. mešani protioklepni polk je bil protioklepni polk v sestavi Jugoslovanske ljudske armade.
Enota je bila nastanjena v Sloveniji pred in med slovensko osamosvojitveno vojno.

## Organizacija
1991
- poveljstvo
- poveljniška baterija
- mešani protioklepni divizion
- mešani protioklepni divizion
- motorizirana četa
- inženirska četa
- zaledna baterija